# Me and My Friends
Singles de Red Hot Chili Peppers
Fight Like a Brave
(1987) Behind the Sun
(1987)
Me and My Friends est le deuxième single extrait de l'album des Red Hot Chili Peppers The Uplift Mofo Party Plan. La chanson est une ode à l'amitié et les paroles de la chanson évoquent plus particulièrement l'amitié entre Anthony Kiedis et Hillel Slovak, alors chanteur et guitariste du groupe. On retrouve Me and my Freinds dans What Hits!?.